# Siena FC
Siena Football Club, zkráceně jen Siena je italský fotbalový klub hrající v sezóně 2024/25 ve 4. italské fotbalové lize sídlící ve městě Siena v regionu Toskánsko.

## Změny názvu klubu
- 1919/20 – 1932/33 − SS Robur (Società Sportiva Robur)
- 1933/34 – 2013/14 − AC Siena (Associazione Calcio Siena)
- 2014/15 – 2013/14 – Robur Siena (Robur Siena)
- 2014/15 – 2019/20 – Robur Siena SSD (Robur Siena Società Sportiva Dilettantistica)
- 2020/21 – ACN Siena 1904 SSD (ACN Siena 1904 Società Sportiva Dilettantistica)
- 2021/22 – ACN Siena 1904 (ACN Siena 1904)
- 2022/23 – ACR Siena 1904 (Associazione Calcio Robur Siena 1904)
- 2023/24 – Siena FC (Siena Football Club)

## Získané trofeje

### Vyhrané domácí soutěže
- 2. italská liga ( 1x )

2002/03
- 3. italská liga ( 3x )

1934/35, 1937/38, 1999/00
- 4. italská liga ( 7x )

1954/55, 1955/56, 1975/76, 1981/82, 1984/85, 1989/99, 2014/15

## Historie
Klub byl založen v roce 1904 jako Società Studio e Divertimento. První zápasy ale odehráli až v roce 1908 pod názvem Società Sportiva Robur. První soutěžní sezona byla 1921/22 když vyhrál svou regionální soutěž a postoupil tehdy do druhé ligy. Hraje jí dvě sezony a poté sestupuje do třetí i do čtvrté ligy. Zpět ve druhé lize je v sezoně 1935/36. Končí na sestupující příčce ale za dva roky se vrátí a hraje ji poté až na jednu výjimku do sezony 1947/48. Výjimka je v sezoně 1945/46 kdy se nejvyšší liga hraje na dvě skupiny.
Špatné období přichází od sezony 1948/49 když klub hraje třetí i pak i od sezony 1952/53 čtvrtou ligu. Klub v roce 1974 málem končí v bankrotu. Je zachráněn pouze zásahem bývalého lékaře Vittoria Benefortiho, který v sezóně 1974/75 vede klub jako prezident k návratu do třetí ligy. Klub je v roce 1978 kvůli reorganizaci lig znovu odeslán do čtvrté ligy.
V polovině 80. let klub koupí Max Paganini. Pod jeho vedením dosáhl klub určité stability a po dvou sestupech hrál deset po sobě jdoucích sezonách ve třetí lize. V sezoně Serie C1 1999/00 již s novým vlastníkem  klub vyhrává třetí ligu a po 55 letech se vrací do druhé ligy.
Po třech sezonách strávených ve druhé lize postoupí do nejvyšší ligy. Poprvé si ji zahraje v sezoně 2003/04 a zakončí ji na 13. místě. Hraje ji až do sezony 2009/10 když sestoupí. V roce 2014 se klub nezaregistruje do druhé ligy a kvůli finančním potížím vyhlásí bankrot. Je založen nový klub Robur Siena Società Sportiva Dilettantistica a přihlásil se do čtvrté ligy. Soutěž vyhrál a postoupil do třetí ligy. Po skončení sezony 2019/20 se vedení rozhodlo nezaregistrovat se do soutěže. Novým vlastníkem stává skupina podnikatelů z Arménie. Zakládají nový klub ACN Siena 1904 a jako trenéra najmou Gilardina. Klub hrál čtvrtou ligu, kterou dokončil na 5. místě. Díky administrativě ale postoupil do třetí ligy.

## Účast v ligách
| Úroveň soutěže | Název soutěže (nynější název) | První hraná sezona | Poslední hraná sezona | celkem odehraných sezon |
| -------------- | ----------------------------- | ------------------ | --------------------- | ----------------------- |
| 1              | Serie A                       | 2003/04            | 2012/13               | 9                       |
| 2              | Serie B                       | 1922/23            | 2013/14               | 16                      |
| 3              | Serie C                       | 1927/28            | 2022/23               | 48                      |
| 4              | Serie D                       | 1926/27            | 2024/25               | 27                      |

Historická tabulka Serie A od sezony 1929/30 do 2023/24.
| Celkové místo | Odehraných sezon | Celkem bodů | Celkem zápasů | Celkem výher | Celkem remíz | Celkem proher | Celkové skore |
| ------------- | ---------------- | ----------- | ------------- | ------------ | ------------ | ------------- | ------------- |
| 36            | 9                | 349         | 338           | 83           | 107          | 148           | 356:472       |

## Fotbalisté

### Historické statistiky
| Počet utkání | Počet utkání      | Počet utkání |  | Počet branek | Počet branek      | Počet branek |
| Pořadí       | Jméno             | Počet        |  | Pořadí       | Jméno             | Počet        |
| 1.           | Antonio Monguzzi  | 368          |  | 1.           | Angelo Fenini     | 68           |
| 2.           | Simone Vergassola | 334          |  | 2.           | Franco Rossi      | 65           |
| 3.           | Gerardo Tosolini  | 242          |  | 3.           | Silvio Bandini    | 60           |
| 4.           | Michele Mignani   | 240          |  | 4.           | Eugenio Pazzaglia | 57           |
| 5.           | Stefano Argilli   | 227          |  | 5.           | Emilio Ferranti   | 54           |

### Rekordní přestupy
| Nákup  | Nákup            | Nákup     | Nákup    | Nákup          |  | Prodej | Prodej             | Prodej    | Prodej          | Prodej        |
| Pořadí | Jméno            | sezona    | klub     | částka         |  | Pořadí | Jméno              | sezona    | klub            | částka        |
| 1.     | Reginaldo        | 2009/2010 | Parma    | 4,5 mil. Euro  |  | 1.     | Daniele Galloppa   | 2009/2010 | Parma           | 10 mil. Euro  |
| 2.     | Daniele Galloppa | 2007/2008 | Řím      | 3,95 mil. Euro |  | 2.     | Juan Camilo Zúñiga | 2009/2010 | Neapol          | 8,5 mil. Euro |
| 3.     | Neto             | 2012/2013 | Nacional | 3,65 mil. Euro |  | 3.     | Mattia Destro      | 2012/2013 | Janov           | 7 mil. Euro   |
| 4.     | Emanuele Calaiò  | 2008/2009 | Neapol   | 3,55 mil. Euro |  | 4.     | Neto               | 2012/2013 | Zenit Petrohrad | 6,5 mil. Euro |
| 5.     | Michele Paolucci | 2009/2010 | Juventus | 3,5 mil. Euro  |  | 5.     | Houssine Kharja    | 2009/2010 | Janov           | 5,2 mil. Euro |

### Na velkých turnajích

#### Účastníci Mistrovství světa
- Abdelkader Ghezzal (MS 2010)
- Alexandros Tziolīs (MS 2010)

#### Účastníci Mistrovství Evropy
- Paul Codrea (ME 2008)
- Alexander Manninger (ME 2008)

#### Účastníci Afrického poháru národů
- Abdelkader Ghezzal (APN 2008)

### Česká stopa v klubu
- Lukáš Jarolím (2007–2010)